# Технология (обнинское научно-производственное предприятие)
Акционерное общество «Обнинское научно-производственное предприятие «Технология» им. А.Г.Ромашина» — головная организация холдинговой компании в отрасли химической промышленности Госкорпорации Ростех,научно-производственный центр, создающий неметаллические материалы и изделия.

## История
- 20 октября 1959 — начало строительства экспериментального завода[1].
- 1963 — преобразование экспериментального завода в филиал НИИ технического стекла.
- 1968 — образование филиала ВИАМ (Всероссийский институт авиационных материалов).
- 1978 — создание НПП «Технология» на базе филиалов НИТС и ВИАМ.
- 5 июня 1994 — получение статуса Государственного научного центра Российской Федерации.
- С 2015 года предприятие носит имя Александра Гаврииловича Ромашина – первого генерального директора ОНПП «Технология».
- С июля 2020 года является головной организацией холдинга в отрасли химической промышленности Госкорпорации Ростех

## Разработки института ОНПП «Технология»
- МТКС «Буран»  — доля продукции будущей «Технологии» составит 10% от общей массы корабля[2].
- Крупногабаритные, интегральные, размеростабильные конструкции из полимерных композиционных материалов для ракет-носителей «Протон-М» и «Ангара», космических аппаратов «Спектр-Р», «Спектр-УФ», «Рамос», «Кондор», NetLander и др.[3]
- Термостойкие особо прочные цветные и бесцветные стекла для остекления транспортных средств, систем навигации, информации и разведки.
- Высокотемпературные керамические функциональные материалы, нанопорошки, конструкции из керамики.
- Технологии изготовления теплонапряженных элементов и узлов газотурбинных двигателей.
- Бронеэлементы для защиты техники и личного состава.

## Санкции
25 сентября США «Технология» попала под санкции США из-за «поддержки российского военно-промышленного и аэрокосмической сектора». 28 июня 2022 года, из-за вторжения России на Украину, организация включена в расширенный санкционный список США против «путинской военной машины». Также, по аналогичной причине, организация находится под санкциями Украины и Новой Зеландии.

## Награды
В 1985 году Указом Президиума Верховного Совета СССР предприятие награждено орденом Трудового Красного Знамени. В 2024 году предприятие награждено орденом «За доблестный труд».

## Директора
- 1978—2005 — Александр Гавриилович Ромашин (1934—2014)
- 2005—2011 — Владимир Васильевич Викулин (р. 1947)
- 2011—2015 — Олег Николаевич Комиссар (р. 1961)
- 2015 — н. в. — Андрей Николаевич Силкин (р. 1968)